# Fabjan Hafner
Fabjan Hafner (* 8. Juni 1966 in Klagenfurt; † 10. Mai 2016) war ein Kärntner slowenischer Schriftsteller, Lyriker, Literaturwissenschaftler und Übersetzer aus Österreich.

## Leben

### Akademische Laufbahn
Hafner studierte von 1984 bis 1992 Deutsche Philologie und Slawistik in Graz. Er arbeitete an dem Forschungsprojekt „Inventarisierung der slowenischen Volkssprache in Kärnten“ und dem „Thesaurus der slowenischen Volkssprache in Kärnten“ am Institut für Slawistik der Karl-Franzens-Universität Graz mit. Von 1990 bis 2007 war Fabjan Hafner Lehrbeauftragter am Institut für Theoretische und Angewandte Translationswissenschaft derselben Universität, daneben von 1992 bis 1997 österreichischer Lektor am Germanistischen Institut der Universität Ljubljana (Slowenien).
Seit 1998 war er 19 Jahre hindurch Mitarbeiter des Robert-Musil-Instituts für Literaturforschung der Alpen-Adria-Universität Klagenfurt, wo er 2006 auch promovierte (Dissertation Die Abwesenheit des Anderen: Slowenien, die Slowenen und das Slowenische im Werk Peter Handkes). Er lehrte am Klagenfurter Germanistik- und Slawistik-Institut.
Ihm zu Ehren wurde 2017 der Fabjan-Hafner-Preis ins Leben gerufen (getragen vom Goethe-Institut Ljubljana in Zusammenarbeit mit dem Literarischen Colloquium Berlin und dem Musil-Institut). Der Preis wird für slowenisch-deutsche bzw. deutsch-slowenische Übersetzungen verliehen und steht unter der Schirmherrschaft des Präsidenten der Republik Slowenien sowie des Präsidenten des Goethe-Instituts e. V.

### Privates
Fabjan Hafner lebte und arbeitete in Feistritz im Rosental in Südkärnten. Er war seit 1992 mit der Dolmetscherin Zdenka Hafner-Čelan verheiratet und Vater zweier Töchter.

## Auszeichnungen
Als Wissenschaftler
- 2006:  Wissenschaftspreis der Österreichischen Gesellschaft für Germanistik

Als Übersetzer
- 1990: Petrarca-Preis für Übersetzung
- 2006: Österreichischer Staatspreis für literarische Übersetzung
- 2007: Preis der Stadt Münster für Europäische Poesie
- 2014: Lavrin-Diplom[4] des Verbandes slowenischer Literaturübersetzer

Förderpreise
- 1989: Literaturförderungspreis des Forum Stadtpark Graz
- 1991: Förderungspreis des Landes für Literatur
- 1991: Literaturförder-Preis der Stadt Graz

Sonstige
- 1992: Nachwuchsstipendium für Literatur
- 1996: Literaturpreis der Stadt Villach

## Veröffentlichungen (Auswahl)
- Indigo (1988)
- Abenteuer des Übersetzens (1991)
- Gelichter + Lichtes (1991)
- Freisprechanlage (2001)
- Peter Handke. Unterwegs ins Neunte Land (2008)[5]